# 道の駅たけはら
道の駅たけはら（みちのえき たけはら）は、広島県竹原市本町にある国道185号の道の駅である。

## 沿革
広島県道75号三原竹原線改良工事にあわせ、竹原警察署が竹原駅近くに移転することが決定し、竹原市は県から跡地を取得して道の駅を建設することとなった。〔もともとは公園を作る予定だった〕市企画政策課は総務省の地域力創造アドバイザー事業を活用し、道の駅萩しーまーと駅長の中澤さかなを招聘。当初計画より物販スペースを拡大し、飲食スペースを2階から1階に移す計画変更が行われ、「吉名じゃがいも」や「小吹たけのこ」など地域資源の掘り起こし・ブランド化が実施された。13億円の費用を投じ、広島県内15番目の道の駅として2010年10月23日にオープンした。

## 施設
- 駐車場
  - 普通車：48台（電気自動車用充電スタンドあり）
  - 大型車：4台
  - 身障者用：3台
- トイレ
  - 男性用：小6器、大4器
  - 女性用：10器
  - 身障者用:1器（オストメイト対応、ベビーシート）
- イベント広場
- 1F
  - フレンチレストラン（営業時間は季節ごとに異なる）
  - 売店(9:00-17:00)
  - 休憩スペース(9:00-17:00)
  - 道路情報提供スペース
- 2F
  - 観光情報コーナー
  - 地域交流スペース
- 自動販売機、公衆電話 (24H)
- 玉福神社

## 休館日
- フレンチレストラン（毎週水曜日）
- 売店・観光情報コーナー（第3水曜日）

## アクセス
- 国道185号（たけはら町並み保存地区[3]交差点の東南）
  - 呉市方面 - 東広島市安芸津町 - 竹原市役所南交差点（国道432号） - 竹原市本町 道の駅たけはら - 竹原港（北崎港） - 竹原市忠海 - 三原市須波 - 三原市中心部方面
- 広島県道75号三原竹原線
  - 竹原市本町 道の駅たけはら - 三原市小泉町 - 三原市中心部方面
- 国道432号（竹原市役所南交差点で国道185号経に接続）
  - 竹原市役所南交差点（国道185号） - 竹原市 新庄交差点（国道2号） - 山陽自動車道 河内IC（広島県道73号広島空港線 広島空港方面） - 東広島市河内町 - 三原市大和町 - 世羅町 - 府中市上下町 - 庄原市方面
- 最寄りの河内IC（山陽自動車道）より国道432号・国道185号経由で約30分[4]

最寄りのバス停は、道の駅たけはらバス停（フェリー前方面のみ）もしくは新港橋バス停。
- 高速バス かぐや姫号（芸陽バス） 広島市-竹原市
  - 広島バスセンター方面 - 河内インター - 新庄 - 中通 - 竹原駅 - 新港橋 - （道の駅たけはら フェリー前方面のみ） - 竹原フェリー - 忠海駅前
- フェリー線（芸陽バス[5]）：中通 - 竹原駅 - 新港橋 - （道の駅たけはら） - 竹原フェリー
- 三原-竹原線（芸陽バス）：中通 - 竹原駅 - 新港橋 - （道の駅たけはら） - 竹原フェリー - 忠海駅前 - 三原駅
- 西条-竹原線（芸陽バス）：西条駅前 - 東広島駅 - 新庄 - 中通 - 竹原駅（バス乗り継ぎまたは徒歩600m）

- JR西日本呉線 竹原駅から北東へ約600m
  - 竹原駅には観光列車etSETOraも停車する

## 周辺の施設など
- 竹原港
- みなとオアシスたけはら
- 竹原町並み保存地区近く